# كأس إسكتلندا 1911–12
كأس اسكتلندا 1911–12 (بالإنجليزية: 1911–12 Scottish Cup)‏ هو موسم من كأس اسكتلندا. فاز فيه نادي سلتيك.